# Lac Mandroseza
Le lac Mandroseza est l'un des plus grands lacs du centre d'Antananarivo, capitale de Madagascar.

## Description
Situé au sud-ouest de la ville d'Antananarivo, le lac Mandroseza constitue un des anciens marécages de la bordure de l'Ikopa. Il alimente en eau la capitale.
Le lac Mandroseza est un bassin de décantation d’une superficie de 40 ha et d'un volume estimé à 800 000 m3, qui est alimenté par la rivière Ikopa à travers un barrage de prélèvement avec des systèmes de pompage constitués par 5 pompes.